# Лескин, Август
А́вгуст Лески́н (нем. August Leskien; 8 июля 1840, Киль — 20 сентября 1916, Лейпциг) — немецкий лингвист, профессор (1870), член Берлинской академии наук, иностранный член-корреспондент Петербургской академии наук (1876), один из основных представителей школы младограмматиков. Труды по сравнительной грамматике славянских и балтийских языков.

## Биография
Учился в Киле и Лейпциге (у Георга Курциуса), позднее в Йене у Августа Шлейхера. Преподавал в Геттингене и Йене, с 1870 г. — профессор славистики в Лейпцигском университете; его лекции пользовались большой популярностью во всей Европе и способствовали формированию «лейпцигской школы» младограмматиков.
Лескин — один из первых исследователей истории славянских и балтийских языков; ему, в частности, принадлежит одна из наиболее распространённых классификаций основ славянского глагола. Автор древнеболгарской (1871) и сербо-хорватской (1914) грамматик, очерков по истории именного склонения в литовском, славянских и германских языках (1876) и др.
Под общей редакцией Лескина вышли тома 32-43 третьей серии Всеобщей энциклопедии науки и искусства (Энциклопедии Эрша и Грубера).